# De Salvator (Leeuwarden)
De Salvator is een kerkgebouw in de Nederlandse stad Leeuwarden in de provincie Friesland.

## Geschiedenis
De Salvatorkerk aan de Archipelweg werd gebouwd voor de Gereformeerde Kerk. Het kerkgebouw werd gebouwd naar ontwerp van architect Egbert Reitsma en werd op 14 december 1962 in gebruik genomen. Het orgel werd in 1966 door firma Verschueren gebouwd. In 2003 werd het overgeplaatst naar de Pauluskerk in Gouda.
In juni 1994 vond de laatste gereformeerde dienst plaats. In 1996 werd het gebouw voor 400.000  gulden aangekocht door de Evangelische gemeente Leeuwarden (toentertijd lid van de Broederschap van Pinkstergemeenten) die voor die tijd in een voormalige school aan de Esdoornstraat gehuisvest was. De aangrenzende blauwe pastorie en de kosterswoning waren niet in deze verkoop opgenomen en werden los verkocht. De Salvatorkerk en de kerkelijke gemeente kregen daarop nieuwe naam; De Salvator. Daarbij werd het interieur aangepast voor de eredienst zoals die in pinkster- en evangelische -gemeentes gewoon is. Het orgel, de preekstoel en diakenbanken verdwenen, er werd een groter podium, een doopbad en een zwaardere geluidsinstallatie in geplaatst. In 2002 werd het gebouw uitgebreid met twee lokalen op de bovenverdieping. 
In 2014 werd het interieur van de kerkzaal grondig gerenoveerd en gemoderniseerd. Daarbij werden de akoestiek en de klimaatbeheersing aangepast, het plafond vervangen en de vaste stoelen maakten plaats voor losse stoelen zodat de zaal voor meer doeleinden geschikt werd. Op 30 september 2018 sloot de kerk zich aan bij het kerkgenootschap City Life Church en werd tevens het gebouw officieel omgedoopt tot City Life Church Leeuwarden. In 2019 werd ook de grootste bijzaal van de kerk gerenoveerd en gemoderniseerd. In 2024 stapte de gemeente samen met zeven andere locale gemeentes uit City Life Church, maar bleef die naam voeren. Deze groep gemeentes heeft zich verenigd in het netwerk Related-kerken.
Het gebouw is sinds 2011 een gemeentelijk monument (nr. 212).
Op de wand achter het podium is een groot bakstenen reliëf aangebracht met een voorstelling rondom “Intocht van Jezus in Jeruzalem” met daarbij de tekst “Zie, uw Koning komt” dat thans aan het oog is onttrokken door de theatergordijnen van het podium. Toen het gebouw in 1962 in gebruik werd genomen was dit ook het onderwerp van de preek.

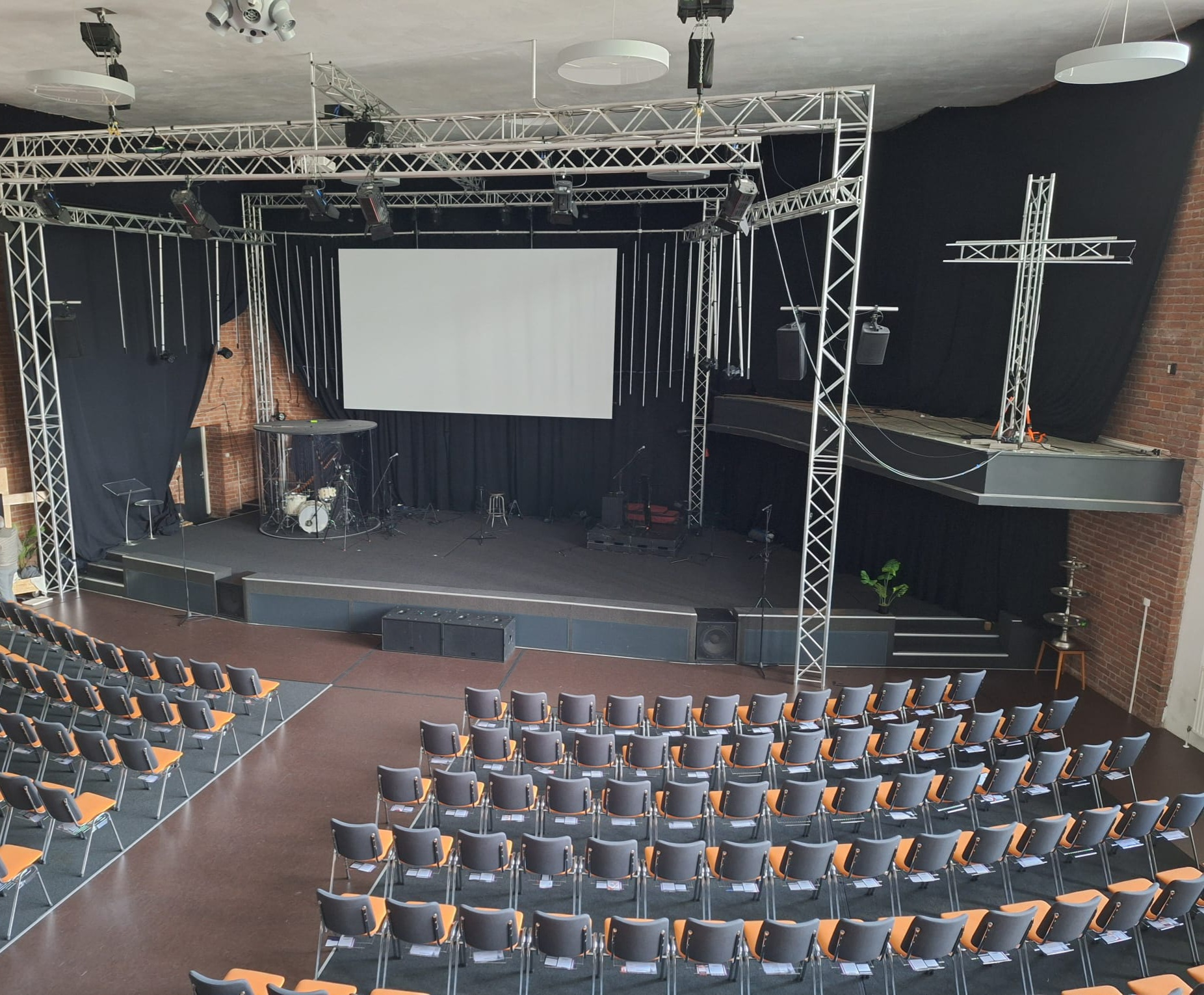
Interieur City Life Church